# میمون راهب
میمون راهب یا تالاپوین (Talapoin) دو گونه از میمون‌های بر قدیم هستند که در سرده (به انگلیسی: Miopithecus) دسته‌بندی می‌شوند. آنها در آفریقای مرکزی زندگی می‌کنند و گسترهٔ محل زندگی آنها از کامرون و جمهوری دموکراتیک کنگو تا آنگولا نیز می‌رسد.
میمون‌های راهب، به طور معمول با طولی برابر با ۳۲ تا ۴۵ سانتی‌متر و وزنی در حدود ۰٫۸ کیلوگرم (در جنس مؤنث) و ۱٫۳ کیلوگرم (در جنس مذکر)، کوچکترین گونهٔ میمون‌های بر قدیم از نظر اندازه هستند. این جانوران دارای خزی به رنگ سبز خاکستری در بالا و به رنگ سفید در سطح زیرین خود هستند و همچنینی دارای سری گرد و کوتاه پوزه دار با چهره‌ای بی مو می‌باشند. تالاپوین جانورانی روززی هستند که زندگی خویش را با درخت‌پیمایی می‌گذرانند و بیشتر عمر خویش را میان درختان می‌گذرانند و کمتر در محیط‌های باز دیده می‌شوند، این جانوران همچنین قادرند مانند میمون باتلاق آلن در آب به شنا پرداخته و غذای مورد نیاز خویش را از جانوران آبزی فراهم سازند. میمون‌های راهب همه‌چیزخوار هستند و رژیم غذایی آنها به طور عمده از میوه‌ها، دانه‌ها، گیاهان آبزی، حشرات، حلزون صدف دار، تخم پرندگان و مهره‌داران کوچک تشکیل شده می‌شود.
میمون‌های راهب در گروه‌های بزرگی شامل ۶۰ تا ۱۰۰ حیوان زندگی می‌کنند. آنها در طول شب در درختان و نزدیک به آب گرد می‌آیند، در طول روز به گروه‌های کوچک‌تری تقسیم گشته و برای پیدا کردن مواد غذایی به جستجو می‌پردازند. گروه‌ها از چند نر به طور کامل بالغ، ماده‌های متعدد و فرزندان آنها تشکیل شده‌اند. بر خلاف گونهٔ مرتبط گنون‌ها (به انگلیسی: guenons)، تالاپوین‌ها هیچگونه رفتار قلمروخواهانه‌ای ندارند. مجموعه روابط صوتی میمون‌های راهب با یکدیگر نیز اندک است.
دوران بارداری میمون‌های راهب ۱۶۰ روز (به طور معمول از ماه‌های میلادی نوامبر تا مارس) می‌باشد که منجر به تولد تنها یک نوزاد می‌شود. نوزادان، به‌طور قابل توجهی بزرگ و به خوبی توسعه یافته هستتد و پس از شش هفته بعد از زادروز، قابلیت خوردن غذاهای جامد را می‌یابند. (نوزادان وزنی بیش از ۲۰۰ گرم که در حدود یک چهارم از وزن مادر می‌باشد را دارا می‌باشند) و به سرعت رشد می‌نمایند به طوری که پس از ۳ ماه آنها از پدر و مادر مستقل هستند. بیشترین سن ثبت شده در این حیوانات ۲۸ سال بوده است که مربوط به میمونی که در باغ وحش می‌زیسته است، در حالی که امید به زندگی برای تالاپوین‌ها در خارج از باغ وحش و در طبیعت به خوبی شناخته شده نیست.
میمون‌های راهب دارای خزی به رنگ سبز خاکستری در بالا و به رنگ سفید در سطح زیرین خود هستند

## گونه‌ها
- سرده Miopithecus [۱]
  - میمون راهب آنگولایی، Miopithecus talapoin
  - میمون راهب گابونی، Miopithecus ogouensis

## پیوندها
- پخ‌بینیان
- گنون